# 伊那北站
伊那北站（日语：／ Ina-kita eki */?）是位於日本長野縣伊那市山寺的東海旅客鐵道（JR東海）飯田線的鐵路車站。

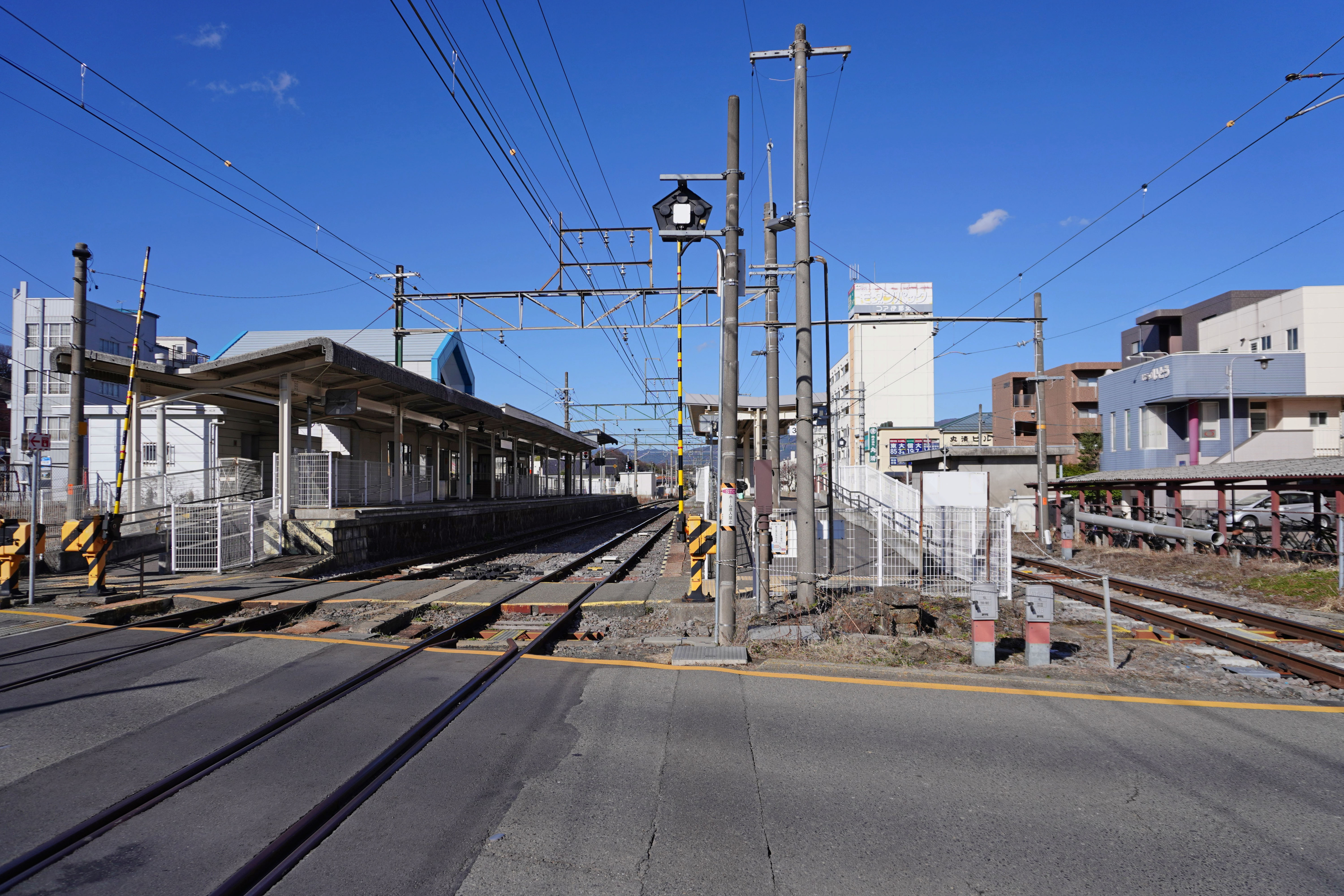
月台(2023年3月)

## 車站構造
- 單式月台1面1線及島式月台2面2線，可以列車交會
- 地上車站
- 站舍在單式月台中。
- 主要使用島式月台的1和2號月台。
- 有貨物起卸服務。
- 設有綠窗口
- 由伊那市站管理，早上和晚上為無人站。

### 月台配置
| 月台 | 路線   | 方向 | 目的地           | 備註                     |
| ---- | ------ | ---- | ---------------- | ------------------------ |
| 1    | 飯田線 | 下行 | 辰野方向         |                          |
| 2、3 | 飯田線 | 上行 | 飯田、天龍峽方向 | 3節編組列車於3號月台到發 |

## 車站周邊
車站附近有許多學校。
- 長野縣伊那北高等學校
- 長野縣高遠高等學校
- 長野縣上伊那農業高等學校
- 高遠城址公園
- 賓館
- JR關東巴士中央道分店

### 巴士
車站前有JR關東巴士前住高遠町。也有伊那巴士的伊那市街地循環線。

## 利用狀況
以下為每年平均每日上落車人次：
- 1,096人（2005年
- 1,114人（2006年）
- 1,123人（2007年）
- 1,142人（2008年）
- 1,116人（2009年）

## 历史
- 1912年（明治45年）1月4日 - 伊那電車軌道（1919年改名為伊那電氣鐵道）御園（已停用）至木之下之間延伸開業，新設御園站，終點站。
- 1912年（明治45年）5月11日 - 伊那電車軌道線延長至入舟町停車站（後來的入舟停車站，已停用），御園站成心中途站。3天後，又延長至伊那市站（當時稱伊那町站）。
- 1943年（昭和18年）8月1日 - 伊那電氣鐵道線國有化，成為國鐵飯田線車站。
- 1984年（昭和59年）1月16日 - 貨物起卸服務停止，成為旅客車站。
- 1985年（昭和60年）3月14日 - 行李起卸服務停止。
- 1987年（昭和62年）4月1日 - 因國鐵分割民營化，本站成為東海旅客鐵道的車站，變成無人站。
- 1988年（昭和63年）11月1日 - 每日開始提早關閉窗口。
- 1991年（平成3年）3月15日 - 新的站舍落成。
- 1992年（平成4年）2月1日 - 開始業務委託。

## 相鄰車站
東海旅客鐵道
 飯田線
■快速（包括「水篶」）
伊那市－伊那北－（一部分停靠田畑站）－北殿
■普通
伊那市－伊那北－田畑